# Rhorus lapponicus
Rhorus lapponicus là một loài tò vò trong họ Ichneumonidae.